# Хаві Торрес
Хав'єр Торрес Буїгес (ісп. Xavier Torres Buigues; 27 листопада 1986, Шабія, Іспанія) — іспанський футболіст, півзахисник клубу «Аль-Арабі» (Ель-Кувейт).
Дебютував в чемпіонаті Іспанії 17 травня 2009 року в матчі 36-го туру проти «Мальорки». Він відіграв весь матч і отримав жовту картку.
Дебютував за «Малагу» 30 серпня 2009 року у матчі 1-го туру чемпіонату Іспанії проти «Атлетіко Мадрид». Він відіграв весь матч і забив свій перший гол. У липні 2010 року його віддали в оренду клубові «Леванте».
У квітні 2020-го, разом з Антоніо Амая, отримав рік ув'язнення за участь у договірних матчах в складі «Реал Бетіс» сезону 2013–2014, що стало першим подібним прецедентом в «Ла лізі».

## Статистика виступів
Станом на матч, що відбувся 21 грудня 2017
| Клуб               | Сезон              | Ліга               | Ліга | Ліга | Кубок | Кубок | Європа | Європа | Інші | Інші | Загалом | Загалом |
| Клуб               | Сезон              | Дивізіон           | Ігри | Голи | Ігри  | Голи  | Ігри   | Голи   | Ігри | Голи | Ігри    | Голи    |
| ------------------ | ------------------ | ------------------ | ---- | ---- | ----- | ----- | ------ | ------ | ---- | ---- | ------- | ------- |
| Аліканте           | 2006–2007          | Сегунда Дивізіон Б | 33   | 4    | 1     | 0     | —      | —      | 4    | 0    | 38      | 4       |
| Барселона Б        | 2008–2009          | Сегунда Дивізіон Б | 26   | 1    | —     | —     | —      | —      | —    | —    | 26      | 1       |
| Барселона          | 2008–2009          | Ла-Ліга            | 2    | 0    | 0     | 0     | 0      | 0      | 0    | 0    | 2       | 0       |
| Малага             | 2009–2010          | Ла-Ліга            | 11   | 1    | 4     | 0     | —      | —      | —    | —    | 15      | 1       |
| Леванте (оренда)   | 2010–2011          | Ла-Ліга            | 35   | 0    | 3     | 0     | —      | —      | —    | —    | 38      | 0       |
| Леванте (оренда)   | 2011–2012          | Ла-Ліга            | 34   | 5    | 3     | 0     | —      | —      | —    | —    | 37      | 5       |
| Леванте (оренда)   | Загалом            | Загалом            | 69   | 5    | 6     | 0     | —      | —      | —    | —    | 75      | 5       |
| Хетафе             | 2012–2013          | Ла-Ліга            | 35   | 0    | 2     | 0     | —      | —      | —    | —    | 37      | 0       |
| Бетіс              | 2013–2014          | Ла-Ліга            | 10   | 0    | 1     | 0     | 6      | 1      | —    | —    | 17      | 1       |
| Бетіс              | 2014–2015          | Сегунда Дивізіон   | 26   | 2    | 2     | 0     | —      | —      | —    | —    | 28      | 2       |
| Бетіс              | 2015–2016          | Ла-Ліга            | 12   | 0    | 2     | 0     | —      | —      | —    | —    | 14      | 0       |
| Бетіс              | Загалом            | Загалом            | 48   | 2    | 5     | 0     | 6      | 1      | —    | —    | 59      | 3       |
| Спортінг Хіхон     | 2016–2017          | Ла-Ліга            | 17   | 0    | 2     | 0     | —      | —      | —    | —    | 19      | 0       |
| Перт Глорі         | 2017–2018          | A-Ліга (Австралія) | 11   | 2    | 0     | 0     | —      | —      | —    | —    | 11      | 2       |
| Загалом за кар'єру | Загалом за кар'єру | Загалом за кар'єру | 252  | 15   | 20    | 0     | 6      | 1      | 4    | 0    | 282     | 16      |

1. ↑  Ігри в плей-оф за підвищення в класі
2. ↑  Ігри в Лізі Європи